# Área censal de Yukón-Koyukuk
El área censal de Yukón-Koyukuk (en inglés: Yukon-Koyukuk Census Area) es una de las 11 áreas censales del estado estadounidense de Alaska. En el censo del año 2000, el área censal tenía una población de 6551 habitantes y una densidad poblacional de 0.0173 personas por km². El área, por ser parte del borough no organizado, no posee sede de borough, mientras que la ciudad más grande es Galena en el oeste y Fort Yukón en el noreste. Yukón-Koyukuk es el equivalente al condado más grande de los Estados Unidos en cuanto a extensión.

## Geografía
Según la Oficina del Censo, el área censal tiene un área total de 382 910 km² (147 841,7 mi²), de la cual 377 878 km² (145 898,8 mi²) es tierra y 5032 km² (1942,9 mi²) (10.77%) es agua.

### Boroughs y áreas censales adyacentes
- Borough de North Slope (norte)
- Área censal de Southeast Fairbanks (sureste)
- Borough de Fairbanks North Star (sureste)
- Borough de Denali (sureste)
- Borough de Matanuska-Susitna (sur)
- Área censal de Bethel (sur)
- Área censal de Wade Hampton (oeste)
- Área censal de Nome (oeste)
- Borough de Northwest Arctic (oeste)

## Demografía
Según el censo de 2000, había 6551 personas, 2309 hogares y 1480 familias residiendo en la localidad. La densidad de población era de 0.0173 hab./km². Había 3,917 viviendas con una densidad media de 0.010 viviendas/km². El 24.27% de los habitantes eran blancos, el 0.09% afroamericanos, el 70.89% amerindios, el 0.37% asiáticos, el 0.05% isleños del Pacífico, el 0.43% de otras razas y el 3.91% pertenecía a dos o más razas. El 1.19% de la población eran hispanos o latinos de cualquier raza.

## Localidades
| - Alatna - Allakaket - Anvik - Arctic Village - Beaver - Bettles - Birch Creek - Central - Chalkyitsik - Circle - Coldfoot - Evansville - Flat | - Fort Yukón - Four Mile Road - Galena - Grayling - Holy Cross - Hughes - Huslia - Kaltag - Koyukuk - Lake Minchumina - Livengood - Manley Hot Springs - McGrath | - Minto - Nenana - New Allakaket - Nikolai - Nulato - Rampart - Ruby - Shageluk - Stevens Village - Takotna - Tanana - Venetie - Wiseman |